# رابرت کولبی
رابرت کولبی (به انگلیسی: Robert Coleby) یک بازیگر بریتانیایی است.

## زندگی اولیه
رابرت کولبی در ایپسوییچ ، سافک به دنیا آمد ، در اوایل جوانی در ادینگتون ، سامرست زندگی میکرد و در دبیرستان دکتر مورگان شهر بریج‌واتر به تحصیل پرداخت.

در آن زمان او تحت تأثیر نسل بیت رمان‌نویس جک کرواک و خواننده/ترانه سرا باب دیلن بود و با گیتار آکوستیک در باشگاه موسیقی محلی در بریج‌واتر و تاونتون اجرا میکرد.

## فیلم ها
- خاندان هنکوک در نقش فرانک راینهارت
- پرستاران در نقش ریچارد کریگ
- تفنگدار دریایی ۲ در نقش دارن کانر[۲]
- ترانووا[۳] در نقش پروفسور کن هورتون (اپیزود Proof)